# Leichtathletik-Halle (Hamburg)

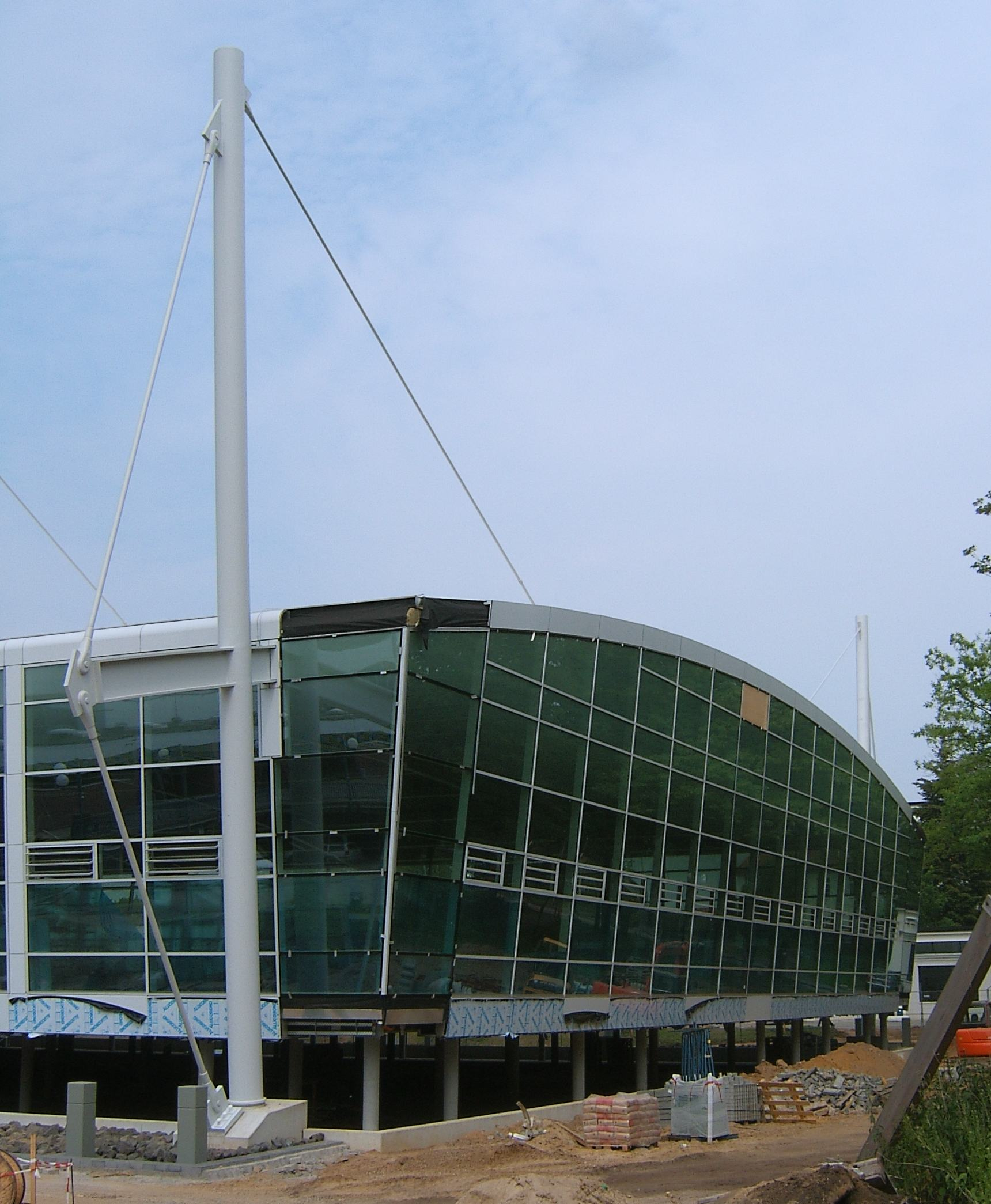

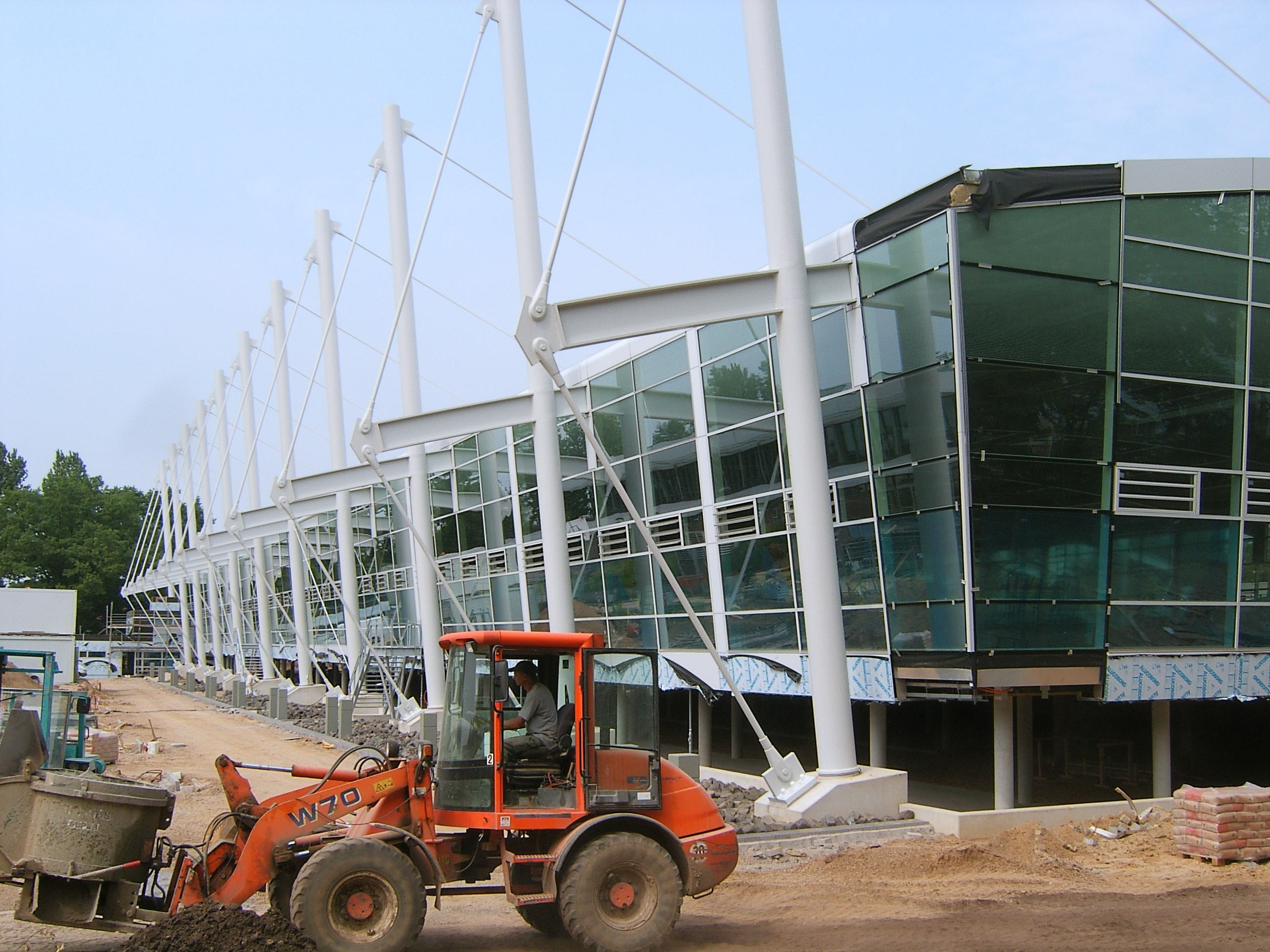

Die Leichtathletik-Halle in Hamburg ist eine Sport-Trainingshalle in Hamburg-Winterhude, unmittelbar neben der Sporthalle Hamburg. Nachdem fast 50 Jahre lang mehrere Planungsansätze (u. a. 1986 und 1992) nicht zum Baubeginn geführt hatten, erfolgte erst am 4. April 2003 die endgültige Grundsteinlegung, der ihrerseits nochmals eine mehr als 1 ½ Jahre dauernde Leerlaufphase bis zum tatsächlichen Baubeginn im Februar 2005 folgte. Der Entwurf und die Bauüberwachung erfolgte durch das Architektenbüro Markovic, Ronai, Lütjen und Voss. Bauherr war die Behörde für Bildung und Sport. Die Inbetriebnahme fand am 4. November 2006 statt, die offizielle Eröffnungsfeier am 29. November 2006.
Trotz ihrer Konzeptionierung als Trainingshalle wird sie für Wettkämpfe genutzt, u. a. im Januar 2009 für die deutschen Hallen-Mehrkampfmeisterschaften.

## Daten
Maße: 131 m × 49 m, 6.500 Quadratmeter Grundfläche.
Ausstattung der Halle:
- eine 200-m-Rundbahn mit vier Bahnen und überhöhten Kurven
- eine 60-m-Strecke mit acht Bahnen
- drei[6] Weit-/Dreisprunganlagen
- zwei Hochsprunganlagen
- zwei Stabhochsprunganlagen
- Kugelstoßvorrichtungen
- eine lange Sprintgerade außerhalb der Rundbahn, auf der Läufe bis zu 100 m flach bzw. 110 m über Hürden möglich sind
- ein Kraftbereich, in dem Krafttraining direkt mit Sprint-/Sprungtraining verbunden werden kann

Da es sich um eine Trainingshalle handelt, gibt es nur wenige Tribünen- und Zuschauereinrichtungen.